# Ichii Sayaka in Cubic-Cross
Ichii Sayaka in Cubic-Cross (市井紗耶香 in CUBIC-CROSS) est un groupe de J-pop actif en 2002 et 2003.

## Histoire
Le groupe est formé en 2002 autour de la chanteuse Sayaka Ichii, ex-membre des populaires groupes Morning Musume et Petit Moni du Hello! Project de 1998 à 2000.
Le groupe comprend aussi le guitariste Naoki Yoshizawa (吉澤直樹) et le claviériste Taisei. Ce dernier est aussi le compositeur et producteur du trio, et fut membre du groupe Sharam Q aux côtés de Tsunku, le producteur du Hello! Project et découvreur de Sayaka Ichii. 
Le groupe se sépare en 2003, après avoir sorti quatre singles et un album sur le label Piccolo Town. Sayaka Ichii poursuit sa carrière en solo, toujours sous la houlette de Taisei, interrompue en 2004 après un unique single, 4U ~Hitasura~, à la suite de son mariage avec Naoki Yoshizawa et son retrait de la scène.

## Discographie
Singles
Album